# Аніва (Вісконсин)
Аніва (англ. Aniwa) — селище (англ. village) в США, в окрузі Шавано штату Вісконсин. Населення — 243 особи (2020).

## Географія
Аніва розташована за координатами 45°0′36″ пн. ш. 89°12′29″ зх. д. / 45.01000° пн. ш. 89.20806° зх. д. (45.009987, -89.207946).  За даними Бюро перепису населення США в 2010 році селище мало площу 5,51 км², з яких 5,41 км² — суходіл та 0,10 км² — водойми.

## Демографія
Згідно з переписом 2010 року, у селищі мешкало 260 осіб у 111 домогосподарстві у складі 71 родини. Густота населення становила 47 осіб/км².  Було 126 помешкань (23/км²).
Расовий склад населення:
| - 99,2 % — білих |

До двох чи більше рас належало 0,8 %. Частка іспаномовних становила 0,8 % від усіх жителів.
За віковим діапазоном населення розподілялося таким чином: 25,4 % — особи молодші 18 років, 56,5 % — особи у віці 18—64 років, 18,1 % — особи у віці 65 років та старші. Медіана віку мешканця становила 40,3 року. На 100 осіб жіночої статі у селищі припадало 100,0 чоловіків;  на 100 жінок у віці від 18 років та старших — 108,6 чоловіків також старших 18 років.
Середній дохід на одне домашнє господарство  становив 42 211 долар США (медіана — 35 500), а середній дохід на одну сім'ю — 46 628 доларів (медіана — 43 333). За межею бідності перебувало 12,8 % осіб, у тому числі 13,6 % дітей у віці до 18 років та 4,0 % осіб у віці 65 років та старших.
Цивільне працевлаштоване населення становило 98 осіб. Основні галузі зайнятості: виробництво — 46,9 %, роздрібна торгівля — 11,2 %, мистецтво, розваги та відпочинок — 6,1 %, освіта, охорона здоров'я та соціальна допомога — 5,1 %.